# Formulaire des poutres simples
 (mai 2011).
 (mai 2011).
Si vous disposez d'ouvrages ou d'articles de référence ou si vous connaissez des sites web de qualité traitant du thème abordé ici, merci de compléter l'article en donnant les références utiles à sa vérifiabilité et en les liant à la section « Notes et références ».
Liste de formules de flexion pour des poutres dans différentes situations,.

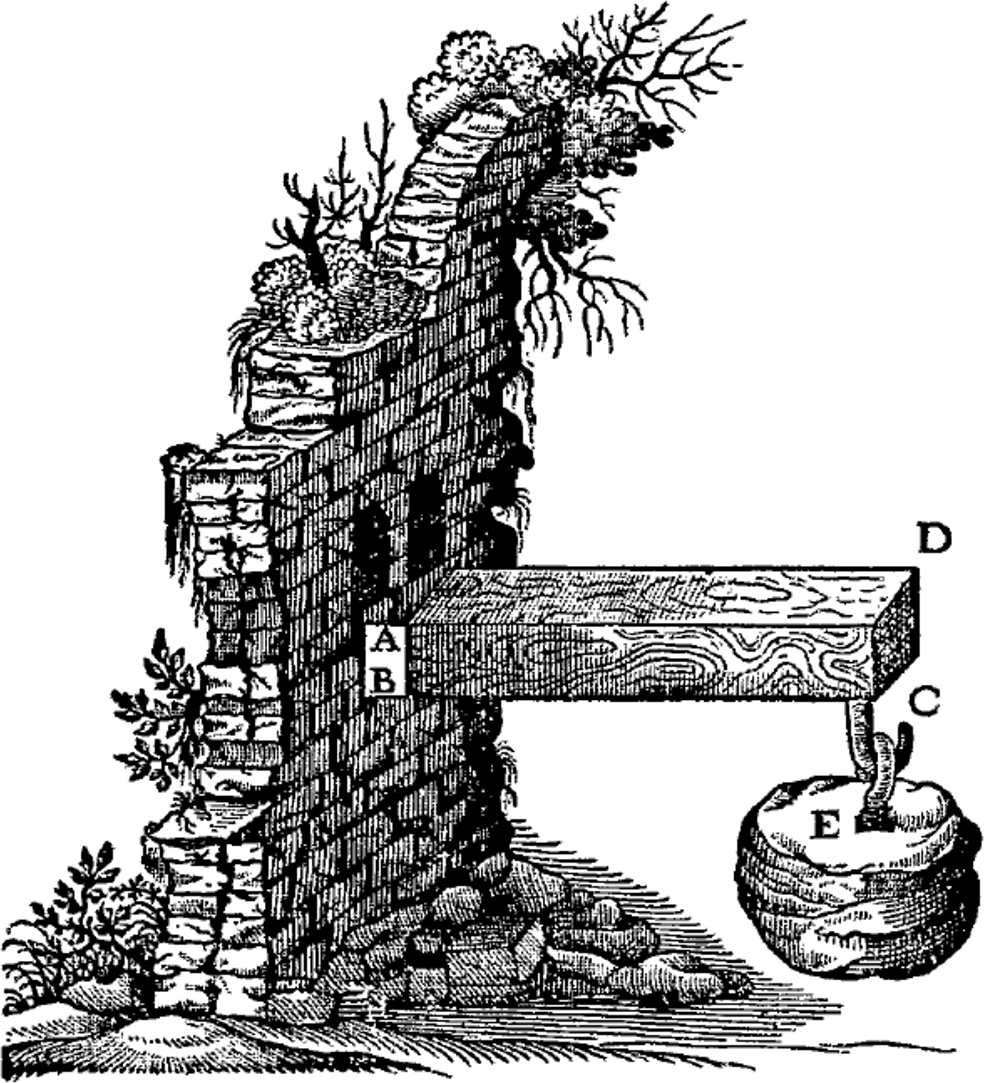
Dessin d’une poutre encastrée - libre dans les Discorsi de Galilée.

## Poutre encastrée - libre
Le point {\displaystyle A} est à gauche, le point {\displaystyle B} est à droite, {\displaystyle P} est la charge ponctuelle. 
{\displaystyle E} désigne le module de Young, {\displaystyle I} désigne le moment quadratique. 
Les indices, le sens des efforts et le sens des déformations sont omis lorsqu'il n'y a pas d'ambiguïté. 
Une barre horizontale indique que la solution est indiquée ailleurs.
| Sollicitation                                    | Réaction d'appui                                                  | Flèche                               | Rotation                                 | Équation de la déformée                                                |
| ------------------------------------------------ | ----------------------------------------------------------------- | ------------------------------------ | ---------------------------------------- | ---------------------------------------------------------------------- |
| Poutre Canteliver soumise à une force concentrée | {\displaystyle R_{A}=P\ } {\displaystyle M_{A}=PL\ }              | {\displaystyle f={PL^{3} \over 3EI}} | {\displaystyle \phi ={PL^{2} \over 2EI}} | {\displaystyle y={\frac {Px^{2}}{6EI}}\left(3L-x\right)}               |
| Poutre Canteliver soumise à une force répartie   | {\displaystyle R_{A}=wL\ } {\displaystyle M_{A}={wL^{2} \over 2}} | {\displaystyle f={wL^{4} \over 8EI}} | {\displaystyle \phi ={wL^{3} \over 6EI}} | {\displaystyle y={\frac {-wx^{2}}{24EI}}\left(x^{2}-4Lx+6L^{2}\right)} |

## Poutres bi-appuyées
| Sollicitation                                                  | Réaction d'appui                                                             | Flèche | Rotation                                                                                         | Moment                          | Équation de la déformée |
| -------------------------------------------------------------- | ---------------------------------------------------------------------------- | --- | ------------------------------------------------------------------------------------------------ | ------------------------------- | --- |
| Poutre biappuyé soumise à un moment concentré                  | {\displaystyle R_{A}={M_{O} \over L}} {\displaystyle R_{B}=-{M_{O} \over L}} | {\displaystyle f={M_{0}L \over 8EI}} | {\displaystyle \phi _{A}={M_{0}L \over 3EI}} {\displaystyle \phi _{B}={M_{0}L \over 6EI}}        | -                               | {\displaystyle y={\frac {-M_{0}x}{6EIL}}\left(x^{2}-3Lx+2L^{2}\right)} |
| Poutre bi-appuyée soumise à une force concentrée               | {\displaystyle R_{A}={Pb \over L}} {\displaystyle R_{B}={Pa \over L}}        | {\displaystyle f_{P}={Pa^{2}b^{2} \over 3EIL}} {\displaystyle f_{max;a>L/2}={Pb \over 27EIL}{\sqrt {3(L^{2}-b^{2})^{3}}}} {\displaystyle x_{fmax}={{\sqrt {3(L^{2}-b^{2})}} \over 3}} | {\displaystyle \phi _{A}={Pab(2L-a) \over 6EIL}} {\displaystyle \phi _{B}={Pab(L+a) \over 6EIL}} | {\displaystyle M={Pab \over L}} | {\displaystyle y(x<a)={\frac {-Pbx}{6EIL}}\left(L^{2}-b^{2}-x^{2}\right)} {\displaystyle y(x>a)={\frac {Pa}{6EIL}}\left((L-x)^{3}-(L-a)(L+a)(L-x)\right)}                                               |
| Poutre bi-appuyée soumise à une force concentrée en son centre | {\displaystyle R_{A}={P \over 2}} {\displaystyle R_{B}={P \over 2}}          | {\displaystyle f={PL^{3} \over 48EI}} | {\displaystyle \phi _{A}={PL^{2} \over 16EI}} {\displaystyle \phi _{B}={PL^{2} \over 16EI}}      | {\displaystyle M={PL \over 4}}  | {\displaystyle y\left(x<{\frac {L}{2}}\right)={\frac {-Px}{48EI}}\left(3L^{2}-4x^{2}\right)} {\displaystyle y\left(x>{\frac {L}{2}}\right)={\frac {P}{48EI}}\left(L^{3}-9xL^{2}+12x^{2}L-4x^{3}\right)} |